# Marietta Gazzaniga
Marietta Gazzaniga (Voghera, Llombardia, 1824 - Milà, 2 de gener de 1884), fou una soprano italiana.
Estudià cant amb Alberto Mazzucato a Milà. el seu debut se produí el 1840, en la seva ciutat natal, amb Jane Seymour, Anna Bolena de Donizetti i Romeu dels I Capuleti e i Montecchi, de Bellini.
Dotada d'una veu excepcional pel seu timbre i extensió; així com d'un gran temperament dramàtic, fou una de les intèrprets més admirables de les primeres òperes de Verdi, de les de Bellini, Donizetti, Pacini i d'altres autors del apogeu del bel canto.